# Giżewo
Giżewo – wieś w Polsce, położona w województwie kujawsko-pomorskim, w powiecie inowrocławskim, w gminie Kruszwica.
| SIMC    | Nazwa  | Rodzaj    |
| ------- | ------ | --------- |
| 0089508 | Cykowo | część wsi |

## Podział administracyjny
W latach 1975–1998 miejscowość administracyjnie należała do województwa bydgoskiego.
Około 1560 roku wieś należała do pani Słoneckiej i Krzysztofa Markowskiego, zaś w nowszych czasach do państwa Sokólskich. W 1816 r. właścicielem Giżewa był Leon Górski. Dziesięcinę pobierali kanonicy kruszwiccy.